# 24 novembre 2019
Le dimanche 24 novembre 2019 est le 328e jour de l'année 2019.

## Décès
Par ordre alphabétique.
- Goo Hara, chanteuse sud-coréenne.
- Marie Laforêt, chanteuse et actrice française décédée le 2 novembre 2019 à Genolier en Suisse

## Événements
- Élection présidentielle en Guinée-Bissau (1er tour), José Mário Vaz arrive quatrième du scrutin, et est donc éliminé dès le premier tour[1]. ;
- Élection présidentielle en Roumanie (2e tour), Klaus Iohannis est réélu.
- Élection présidentielle en Uruguay (2e tour), Luis Alberto Lacalle Pou est élu président de la République.
- Élections locales à Hong Kong, les manifestations ont été suspendues par les organisateurs.
- Référendum au Liechtenstein.
- Un accident aérien à Goma fait 29 morts ;